# Lankávatára-szútra

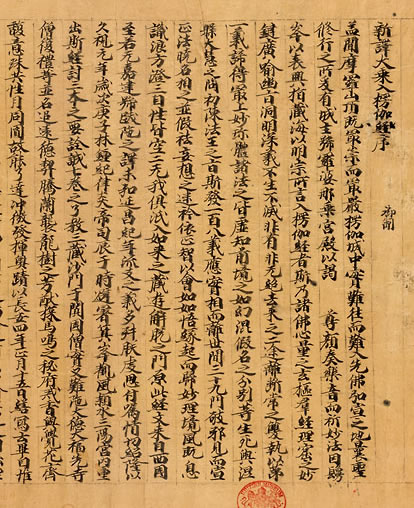
A Laṅkāvatāra szútra kínai nyelvű másolata.

A Lankávatára-szútra (szanszkrit: लङ्कावतारसूत्रम्, tibeti: ལང་ཀར་བཤེགས་པའི་མདོ་, kínai: 入楞伽經) nagyon fontos mahájána buddhista szútra.
A szútrában a Buddha ad tanítást egy Mahámati ("Hatalmas Bölcsesség") nevű bódhiszattvának egy misztikus helyszínen. A párbeszéd nagyon hasonló a platóni áldialógusokhoz, ahol a Szókratész beszélgetőtársa nem valódi kérdéseket tesz föl, hanem mintegy alákérdez a filozófiáját kifejtőnek, hogy megkönnyítse tanainak kifejtését, illetve a szöveg tagolhatóságát.
Az első fejezetben a mahájána szútrahagyományoknak megfelelően egy leírást kapunk a tanítás környezetéről, azaz, hogy a további részek párbeszéde hol folyik – Malaja hegy csúcsán, a Lanká kastélyában -, és kik hallgatják - szerzetesek, bodhiszattvák, nágák, ráksaszák -, valamint arról, hogy a tanítást Rávana, a ráksaszák királya és Lanká ura kéri a Buddhától.

## Keletkezése
A Lankávartára szútra kiemelkedő helyet foglal el a mahájána buddhizmus szent iratai között. A szútrát a legtöbb mahájána buddhizmust gyakorló országban – Buddhizmus Nepálban, Kína, Japán – még ma is a legalapvetőbb és legfontosabb kilenc szent szöveg között tartják számon, mivel ez a szútra a mahájána ismeretelmélet és pszichológia alapvetéseit foglalja magába.
A szútra pontos történeti kezdetei nem megállapíthatóak, mivel az eredeti szöveg szanszkrit nyelven íródott és még a mai napig nem kerültek elő egyértelmű történeti, történelmi bizonyítékok arra vonatkozóan, hogy szútra legrégebbi rétegei mely időszakból származhatnak. A jógácsára filozófia később részletesebben kifejtett taninak első csírái már a Rizspalánta szútrában megtalálhatók[2], melyet a kutatók a mahájána irányzat egyik első szútrájának tartanak és nagy valószínűséggel az i.sz. 1. század körüli időszakban keletkezett. A jogácsára, mint különálló filozófiai iskola kialakulását a történettudósok ebből és még más bizonyítékokból adódóan a 2-3. századra, míg aranykorát a 4-5. század környékére datálják.
A mítoszok szerint az indiai szubkontinensről keletre – Kína, Tibet - érkező buddhista tanítók azt tanították, hogy a szútra szövege magától a történelmi Buddhától származik. A mahájána irányzat szerzői az új művek elfogadottsága és hitelességük biztosítása érdekében legtöbbször bevezetőt írtak a művekhez, amelyben a Buddha nem földi embereknek, illetve a szanghának adja át a tanokat, hanem más érző lényeknek – transzcendens buddhák és bódhiszattvák, dákinik -, akik, amikor erre már szellemileg megérettek a földi lények, ezeket a tanításokat átadták a földi lények javára. Ennek alátámasztására sok esetben hivatkoztak arra a buddhai elvre, hogy a Buddha maga jelentette ki az tanításai során, hogy minden érző lénynek a magának megfelelő értelmi színvonalán kell tanításokat adni. A Lankávatára szútra pontos történeti keletkezésének meghatározása még várat magára. Ma több elmélet létezik a keletkezésével kapcsolatban.
Az egyik szerint a jógácsára iskola két féltestvér alaptanítójának – Aszanga (i.sz. 300-380), Vaszubandhu (i.sz. 320-400) – tulajdonítják a művet, akik a 4. században éltek. Ezzel azonban az a probléma, hogy életművükben sehol nem található a szútrára való konkrét hivatkozás vagy említés. A másik oldalról dr. Yamaguchi azonban kimutatta Vaszubandhu egyik művében, a Vjakhjajukti tibeti változatában, hogy több olyan része is van, mely szó szerint megegyezik a Lankávatára szútra egyes részeivel – Sagathakam 135-7 vers. Ez alapján feltételezhető, hogy Vaszubandhu ismerte már a Lankávatára szútrát, és így vagy a szútra keletkezett előbb vagy Vaszubandhu élt később. Ma az elfogadott nézetek alapján inkább Vaszubandhu életét szokták későbbre datálni (i.sz. 400-480).
Más kutatók szerint a korai mahájána tanokban, elsősorban a pradzsnyápáramita szútracsoportba tartozókban, felfedezhető egy közös doktrinális mag – üresség, transzcendentális buddhaság, eredendő tiszta elme, stb. – mely egy része nagy hasonlóságot mutat a Lankávatára szútrában megfogalmazott tanításokkal. Így a kutatók egy csoportja azt feltételezi, hogy a Lankávatára központi részei is ebben a kulturális miliőben keletkezhettek valamikor a 3-4. században valahol Közép vagy Dél-Indiában. Az érvelésüket látszik alátámasztani továbbá, hogy a szútra első két kínai fordítója – Dharmaraksa és Gunabhadra - is Közép-Indiából érkezett.
Más szerzők a szútrát inkább a jógácsára filozófia iskola folyamatosan kifejlődő művének tartják. Elfogadják, hogy Vaszubandhu már ismerhette a szútra egyik változatát, de véleményük szerint a szútra később nyerte el végső formáját külső hatások eredményeként. Ezt azzal támasztják alá, hogy Vaszubandhu halálát követően a jógácsára iskola több irányzatra szakadt. Az egész filozófiai irányzatot azonban ezzel párhuzamosan súlyos külső támadások érték a hagyományos hínajana abhidharma iskola irányából, arra alapozva, hogy az álaja-vidzsnyána jelentős hasonlóságot mutat a hindu filozófia átman és prakriti fogalmával, ami ellentétes a buddhizmus én-nélküliség (anátman) alapeszméjével. Ennek eredményeként a hibrid iskola megpróbálta szintetizálni a tathágatagharba és az álaja-vidzsnyána eszméjét, hogy kiküszöbölje a doktrinálisan tarthatatlan állításokat és belső ellentmondásokat és ennek az iskolának volt egyik fokozatosan formálódó műve valamikor a 4-5. század környékén a Lankávatára szútra.
A szútrával kapcsolatos első történetileg hiteles és biztos információk az V. század eleji első kínai fordításokkal kapcsolatosak, amikor is az első buddhista tanítók keletre érkeztek és elkezdték a buddhista irodalom fordítását. A szútra fordításokat összegző kínai kommentárok és könyvtári összesítő számbavételek alapján kijelenthető, hogy a szútrának sok – legalább három, de máshol ötöt említenek - különböző szanszkrit változat volt ismert és fordult meg a fordítók keze között. Sok helyen hivatkoznak a leghosszabb szanszkrit változatra, ami sajnos az idők során azonban elveszett vagy megsemmisült.

## Tartalmi felépítése
A szútra felépítése nagyon vegyes. Többen megpróbálták már különböző hipotézisek alapján meghatározni, hogy melyek lehetnek a szútra legrégebbi rétegei és különböző rétegek hogyan épülnek egymásra.
A szútra formális felépítése a magyar változat alapján 9 fejezetből áll, melyek a következők:
1. Lanká ura oktatást kér
2. A különböző dhramák összegyűjtése (1-56. rész)
3. Az állandótlanságról (57-79. rész)
4. Az intuitív megértés (80. rész)
5. A tathágataság állandóságának levezetése (81. rész)
6. A pillanatnyiság (82-88. rész)
7. Az átalakulás (89. rész)
8. A húsevés
9. Dháránik
10. Sagáthakam

## Helye a jogácsárában
Számos jógácsára tan a támadások kereszttüzébe került más buddhista iskolák által. Ez különösképpen igaz volt az álaja-vidzsnyána tanára, mivel ezt a többi iskola képviselői nagyon hasonlónak vélték a hindu tanokban szereplő átmánhoz és prakritikhez. Ezek a kritikák annyira felerősödtek, hogy a jógácsára iskola abhidharamikus irányzata – Aszanga féle irányzatból fejlődött ki – teljes mértékben felszámolódott. Idővel az episztemológiai iskola és a hibrid iskolák az alapvető jógácsára tan, az álaja-vidzsnyána és a tathágatagharba tan közelítésével és egyesítésével sikeresen felülmúlták az erős külső kritikákat. Egyrészről az episztemológiai iskola az álaja-vidsznyánát kezdte egyfajta áramlatként kezelni, ezzel aláaknázva az állandóság vádját, másrészről a hibrid iskolák a kezdeti, olykor buddhizmus szempontjából kétséges tathágatagharba tanaikat- ami hasonlóságot mutatott az átmán tanhoz - felülvizsgálták, átértelmezték és összehangolták az eredendő buddhista tanításokkal és ezeket egyre inkább azonosították az álaja-vidzsnyánával. Ennek az azonosítási kísérletnek volt a jógácsára filozófia történetében az egyik fontos műve a Lankávatára szútra.
A szútra további fontos jógácsára alaptanításokat is tartalmaz, úgymint a csak-tudat tana, a nyolc tudat tana, a három mibenlét tana, a három test tana és még számos kisebb tanítás.

## Csak-tudat (csittamátra) tana
A modern nyugati nyelvezetet használva a csak-tudat megközelítést a tiszta idealizmus kategóriába szokás sorolni. A tan lényegét tekintve mindaz, aminek szokásainkból, kötődéseinkből eredendően objektív értéket tulajdonítunk, úgymint például a test, tulajdon és föld valójában nem többek, mint az elménk által kivetített és külső valósággal felruházott érzékelt létezők összessége. Még a nirvána, az olyanság igazsága, az üresség és valóság is csak mentális nyelvi-fogalmi kreációk és nincs objektív érvényük, ameddig a megkülönböztetés világához tartoznak. Mi közönséges halandók a Buddha sokféle megtestesülését látjuk, ami a mi ideáink visszatükröződése, amiket az örökölt emlék lenyomatok örökkön tartó munkájának misztikuma befolyásol.
A csak-tudat megközelítést technikailag szokás a nyolc tudat tanával azonosítani, aminek a központi funkciója hasonlóan a többi buddhista tanhoz, hogy a gyakorlót eljuttassa a megvilágosodás állapotába. A szútra központi témája a tudatosság azon szintje, amelyben a gyakorló számára közvetlenül megjelenik a legbelsőbb igazság. A szútra valójában egy bódhiszattva mentális élményeit és annak kísérő jelenségeit meséli el.

## Fontosabb tudathoz kapcsolódó fogalmak a szútrában
A vidzsnyána (tudat) a buddhizmus korai időszakától kezdve egy meghatározó fogalom, aminek a jelentése gyökéből ered, ami a tudni, felfogni. A buddhizmusban technikai értelme is van, mivel nem csak tiszta megértést jelent, hanem ez a tudatos élet alapelve, ami elkülönül a testtől, és ugyancsak ez a fogalom képviseli a megkülönböztetés képességét. A tárház-tudatban (álaja-vidzsnyána) felgyülemlő emlék lenyomatokat (vászana) a tudatok (vidzsnyánák) által megtapasztalt, értelmezett és szándékolt cselekedetek hagyják hátra. A nyolc tudat közül az öt érzékszervhez kötődőt, a rendszerező hatodikat és a tárháztudatot jelölik vidzsnyána névvel.
A manovidzsnyána (rendszerező tudat) a hatodik tudat, ami némely esetekben szimultán, némely esetekbe külön működik a másik öt érzékelő tudattól (vidzsnyána). Ez a tudat gyűjti be, rendszerezi és értelmezi az érzéktudatok által felfogott tartalmakat, valamint különálló funkciójában ezt nevezik az intellektus helyének, ahol a pillanatról pillanatra megfogalmazódó gondolatok megfogannak.
A manasz (én-képző tudat) a hetedik tudat, jelentése gondolkodni, képzelődni, szándékozni. Habár sokan keverni szokták a manovidzsnyánával a manasznak világos helye van a tudatok struktúrájában. A manasz az tudat, melyben az én és világ tévképzete első lépésben megfogan, az alapvető tudatlanság (avidja) hordozója. Ez a tudat közvetíti az öt érzékelő és a hatodik rendszerző tudatok (vidzsnyánák) által észlelt, felfogott és rendszerezett élményeket és lenyomatokat a tárház-tudat (álaja-vidzsnyána) irányába. Az én-központú duális gondolkodás szempontjából a manaszhoz szokták társítani a mélyebben fekvő karakterisztikus jellemzőket, ami alapján az egyes embereknek szokása meghatározni, definiálni önmaguk alapvető jellemzőit – pl.: én alapvetően szangvinikus jellem vagyok, bak vagyok oroszlán aszcendenssel, stb..
A vászana ((emlék) lenyomat) jelentése a gyökéből eredeztetően lehet felhalmozni, maradni és beparfümözni vagy megillatosítani. A mahájána szútrákban két jelentés kombinációjaként fordul elő legtöbbször, egy olyan fajta energiaként, ami a szándékolt – vagy karmikus - cselekedetek hagynak hátra a tárháztudatban (álaja-vidzsnyána). A vászanák morálisan rosszak és logikailag hibásak, mivel az ezekhez való ragaszkodás képezi és tartja fenn a téves, duális világszemléletet – én-világ - és annak eredendő okát, az alapvető tudatlanságot (avidja). A nyugati pszichológia szempontjából legjobban az emlék, emlék lenyomatok jelentéshez korrelál.
A szútra központi fogalma az álaja-vidzsnyána (tárház-tudat), amit olykor csitta vagy tathágatagarbha névvel illet. Az álaja tárházat jelent, amelyben mindenféle dolgot el lehet raktározni. Ennek a tudatnak a funkciója, hogy eltárolja az emlékek lenyomatait (vászana) és mag formájában magában hordozza ezeket, míg kifejlődésükhöz a megfelelő környezet nem áll rendelkezésre. Ez a tudat már nem személyes, ez a tudat nem csak az egyes személy lenyomatait hordozza, hanem az összes élőlényét. Modern kifejezéssel élve ez a transzcendentális világtudat, ami magában hordoz a legkisebb élő egységtől az univerzumig mindent meghaladva a lét és nem-lét kategóriáit.
A szútrában a csittát (elme) általában az tárház-tudat (álaja-vidzsnyána) szinonimájaként szokták használni. Jelentését tekintve kettős: elsődlegesen felhalmoz, szerez, míg másodlagosan néz, megfigyel és még némely esetekben gyűjtemény. Sok félreértésre adott okot a fordítóknak, hogy az tárház-tudat (álaja-vidzsnyána) mellett a szerzők olykor az egész tudatrendszerre is ezt a kifejezést alkalmazták valószínűsíthetően abból kifolyólag, hogy a joga elméleti hátterét megalapozó szánkja filozófiában is a tudatok összességét jelöli. A másik ok, amiért az egész nyolcas tudat rendszerre is használhatják a kifejezést, mivel a mindent magában foglal és a világ elsődleges leképeződése ez az együttes nyolcas tudatrendszer, aminek alapja a tárház-tudat.
A tathágatagarbha (tathágata-mag) ugyancsak az tárház-tudat (álaja-vidzsnyána) egyik szinonimája és egy olyan tárhely vagy gyűjtőhely, ahol a megszabadulás (tathátaság) magja tartózkodik és beérne, ha az intellektuális és érzelmi akadályok lenyomatai (vászanák) nem akadályoznák meg ebben a természetes folyamatban. Ahhoz, hogy a tathátaság (jelentése: olyanság, azság) elérhetővé váljon a gyakorlónak az intellektuális és érzelmi szennyeződéseket, melyben az énség, egoizmus és megkülönböztetés magjai el vannak rejtőzve, különböző gyakorlatok segítségével fel kell számolni.

## A csak-tudat (csittamátra) elképzelés
Az alapvető kiindulási pont, hogy minden csak tudat (csitta). A tudat némely esetekben az tárház-tudatra (álaja-vidzsnyána), némelyben az én-képző tudatra (manaszra), némelyben az egész tudat (vidzsnyána) rendszerre vonatkozik. A tan szempontjából az tárház-tudat (álaja-vidzsnyána) az az alapvető tudatelem, melytől a szó szoros értelmében minden függ, így a csak-tudat (csittamátra) kifejezés elsődlegesen rá vonatkozik. A csitta (elme) több, mint a modern pszichológiában használt elme fogalma, van metafizikai oldala is. A buddhista elme (csitta) abszolút értelemben valami transzcendentálist jelöl, valami ahhoz hasonló dolgot, amit a pszichológusok kutatnak az elme hátterében. A világ és az én-képzet kettőssége az alapvető tudatlanságból (avidja), a hibás megkülönböztetésből ered. Születésünkkor a személyes tudatban karma csírák vannak, melyek kibontakoznak a különböző számukra ideális élethelyzetekben és az ezekhez kapcsolódó vágy, ragaszkodás, ellenszenv illetve ezeket övező tudatlanság miatt az emlék lenyomatok (vászanák) újra és újra lecsapódnak a tárház tudatban (álaja-vidzsnyána) és megakadályozzák a tathágata-mag (tathágatagharba) felismerését és realizációját.
Ameddig nincs meg az alapvető motivációnk arra, hogy meg akarjuk ismerni a világ túlzottan nyilvánvaló, éppen ezért nehezen felismerhető tudati jellegű működését, addig az egymást követő születések létkerékében fogunk újra és újra létesülni. A létkerékből (szamszára) való megszabaduláshoz elengedhetetlen a tudat átfordítása (parávritti) – köznapi szóval megvilágosodás. Ennek azonban a legmélyebb szinten kell végbemennie, azaz ha ez folyamat nem a csittában (ami itt a tárház-tudat/álaja-vidzsnyána) történik meg, akkor a hét másik tudat szennyezett működése sem szűnik meg, és tovább épül a tudatlanságból (avidja) kiinduló duális világ.
Valójában az tárház-tudat (álajaban-vidzsnyána) az előző születések által keltett jó és rossz karma magok tárolója, és amíg az individuáció (vishaja) alaptörvénye – transzcendens tényező, működése logikailag nem leírható - fel nem kavarja, addig abban ezek a magok nyugalomban hevernek. A tárház-tudat (álaja-vidzsnyána) az indiviuációt követően elsődlegesen az énképző-tudattal (manasszal) kerül kapcsolatba és amennyiben ez működik, úgy a többi a hat tudat (vidzsnyána) is kibontakozik. Érdemes úgy elgondolni a csak-tudat tant, hogy az elme (csitta) a tudatok (vidzsnyánák) egész, összefüggő rendszerét írja le, ahelyett, hogy úgy gondolnánk rá, mint különálló tudatokra (vidzsnyánákra), amelyek együttműködnek. Ebben az elgondolásban az egész elme nyolc különböző funkcióval rendelkezik, amelyben az egyes tudatoknak van egy általános tevékenysége, ugyanakkor van egy speciális funkciója is.
A Lankávatára szútra tanainak összefoglaló megnevezésére a csak-tudat/elme tan (csittamátra) kifejezést használja ellentétben a valószínűleg későbbi Aszanga vagy Vaszubandhu féle iskolákkal, amelyek vidzsnyánamátra (csak-tudat tan), illetve vidzsnyaptimátra (csak-tudatérzékletek tan) összefoglaló névvel illették tanaikat. A Lankávatára tana annyiban különbözik a később tanoktól, hogy nem utasítja vissza az elme (csitta) létét, amiből az objektív világ formáinak sokszínűsége megjelenik. A szútra szerint a hiba abban rejlik, hogy nem ismerjük föl az igazságot, hogy a világ csak az elme általi megkülönböztetésekben létezik és emiatt a világ különböző jelenségeit valósnak és végsőnek tekintjük, ahelyett hogy meditációs eljárások segítségével befelé fordulnánk és a tathágata-magot (tathágatagarba), ami a tárház-tudat (álaja-vidzsnyána) szemlélnénk annak egységében és szennyeződésmentességében.
A Lankávatára egy ponton jelentősen különbözik a jógácsára későbbi tanaitól: míg későbbi tanok az tárház-tudatot (álaja-vidzsnyána) teljesen tisztának, érintetlennek és ördögi ösztönöktől mentesnek tartják, addig a Lankávatára fenntartja azt a nézetet, hogy a tárház-tudat (álaja-vidzsnyána) a tárhelye mind a tisztátalannak, illetve tisztának, melyek egyszerre immanensek és transzcendensek, illetve relatívak és abszolútak.

## A nyolc tudat működése
Funkcionális szempontból nyolc tudatot különböztetünk meg: az tárház (álaja), az én-képző (manasz), a rendszerező (manovidzsnyána) és az öt érzéktudatot. A tudatokat két csoportra szokás osztani: khjáti-vidzsnyánák és vasztu-prativikalpa-vidzsnyána.
A khja szó észlel vagy megnyilvánul jelentéssel rendelkezik, és ezeknek a tudatoknak (vidzsnyána) a funkciója, hogy az előtte megjelenő dolgokat észleljék vagy mint egy tükrön visszaverődjenek rajtuk a dolgok.
Ez a funkciója a tárház-tudanak (álaja-vidzsnyána) is. Beletekint a kezdettelen emlék lenyomatokba (vászana), melyek a tudatosságon (acintya) túl vannak és készen állnak arra, hogy kibontakozzanak. Ugyanakkor nincs aktív energiája, soha nem cselekszik és mindemellett legbelsőbb magja (tathágatagarbha) tiszta és szennyeződésmentes, ami azt jelenti, hogy nincs benne dualitás.
Az én-képző tudat (manasz) a megkülönböztetésért felelős szerv és amennyiben működik, úgy az egész további tudat (vidzsnyána) rendszer is megnyilvánul, és ebből kifolyólag nevezik tárgy-megkülönböztető-tudatnak (vasztu-prativikalpa-vidzsánya). Az én-képző tudatnak (manasz) az a funkciója, hogy reflektáljon a tárház-tudatra (álaja-vidzsnyána), és hogy megteremtse, illetve megkülönböztesse az alanyt és tárgyat a tárház-tudat (álaja-vidzsnyána) egységtudatához képest. Ugyanakkor idővel ez válik a szerencsétlenség forrásává is, mivel idővel vágyakat generál a rossz döntések, ragaszkodások és megszokások, és az én-tudat illúziója miatt. Az én-képző tudat (manasz) nem csak a megkülönböztetésért felelős, de a szándékokért és a cselekedetekért is.
Mindezen tevékenységekben az én-képző tudatot (manasz) a rendszerező tudat (manovidzsnyána) segíti, vagy talán pontosabb, ha úgy fejezzük ki, hogy a két tudat iteratív munkája a megkülönböztetés világa. A rendszerező tudat (manovidzsnyána) funkciója, hogy jelentést adjon a világról az én-képző tudatnak (manasz), ahogy azt a többi érzékszervi tudat (vidzsnyána) is teszi irányába. A rendszerező tudat (manovidzsnyána) jelentéseit azonban befolyásolják az érzékszervekhez kötődő érzékelő tudatok lehetőségei és korlátai – pl.: a szem fénybefogadó képessége, a fül rezonancia felfogó képessége, stb. -, valamint a tárház-tudatból (álaja-vidzsnyána) az én-képző tudatba (manasz) bekerülő korábbi szándékolt tett eredmények (karmamagok) és az élet folyamán felhalmozódó további lenyomatok (vászana).
Amikor az én-képző tudattal (manasz) párhuzamosan létrejön az alapvető dualitás – én-világ felosztás -, azzal létrejön a további hat tudat (vidzsnyána) is, és ekkor az egész tudatrendszer (csitta) együttműködve, pillanatról-pillanatra párhuzamosan és egymásra reflektálva működik. Amennyiben ez a nyolcas tudat rendszer fennáll, úgy eltűnik az észlelő (khjáti) és tárgy-megkülönböztető (vasztu-prativikalpa) tudattípus megkülönböztetésének lehetősége, mivel a nyolc tudat egymásra reagál és egymásnak szolgál létezési alapként, azaz nincsen észlelő csak megkülönböztető funkció.
A nyolc tudat működése tömören összefoglalva úgy néz ki, hogy a kezdetben a tárház tudatban (álaja-vidzsnyána) az emlék lenyomatok (vászana) – a világ objektumai csukott szemmel - látens okként felgyülemlenek minden megkülönböztetés nélkül, és ide az individuáció hatására (vishaja) – melynek törvényei nem ismertek - belép az én-képző tudat (manasz), mely megteremti az objektum és szubjektum kettősét, a szubjektum – én - kiemelésével az objektumok - minden más/világ - közül.
Ezt követően az én-képző tudat (manasz) egyik fő funkciója, hogy ezt a kettősségen alapuló látásmódot – ami az alapvető tudatlanság (avidja) - fenntartsa, megszilárdítsa a többi tudat segítségével. A rendszerező tudat (manovidzsnyána) reflektál a kialakult kettősségre és létrehozza a mindennapi megítélés és megkülönböztetés gyakorlatát a karmikus és tanult előítéletei és ragaszkodásai alapján. Az életvitel során bekövetkező események hatására az egész tudatrendszer egyre rugalmatlanabbá és formalizáltabbá válik, mivel egyrészt fejlődik a rendszerező tudat (manovidzsnyána) intellektusának - fogalmi gondolkodási készség – önlétéhez való ragaszkodása, másrészt nő a megtapasztalt értelmezendő, rendszerezendő események és döntési helyzetek száma, melyekben kialakulnak további viszonyulási rendszerek - ragaszkodás, ellenszenv, stb..
Az öt érzékszervhez kapcsolódó tudatok az intellektus fejlődés hatására egyre jobban beszennyeződnek, azaz egyre több és összetettebb vágy-ellenszenv megkülönböztetési kapcsolat alakul ki bennük. Visszhatásként az érzékelő tudatok arra kényszerítik a rendszerező tudatot (manovidzsnyána), hogy mind intellektuálisan, mind érzelmileg még összetettebbé és merevebbé váljon, azaz még komplexebb előítélet és ragaszkodási rendszert hozzon létre.
Mindezen események hatására a tudatlanság-vágy-ellenszenv által generált szándékolt cselekedetek (karma) eredményei az én-képző tudat (manasz) közvetítésével lecsapódnak és behálózzák, körbefonják az tárház-tudatot (álaja-vidzsnyána). A beérkező szándékkal telített tettek eredményei (karma) a korábbi, hasonló emlék lenyomatokat (vászana) felélesztik, míg az újak a hasonlóság és rokonság alapján bekerülnek a régiek közé. Mindeközben a tárház-tudat (álaja-vidzsnyána) mozdulatlan marad, az emléklenyomatokkal körbeszőve, ugyanakkor megőrizve belső magját (tathágatagharba), az egységtudatot.

## A vidzsnyána rendszer kétféle megközelítése: a fejlődés (pravritti) és funkció (karma) szerint
A vidzsnyánák fejlődése (pravritti) azok keletkezését, fennállását és eltűnését jelenti. Ennek az aspektusnak két oldala van a prabandha és laksana. A prabandha a tudatok (vidzsnyánák) szüntelen működését jelenti, míg a lakshana a külső megjelenítést jelenti, a megnyilvánulás szempontját. A tudatok (vidzsnyánák) külső megjelenés (laksana) szempontjából való végső megtisztulása azt jelenti, hogy a tárház-tudatba (álaja-vidzsnyána) felgyülemlett megszokásokból eredő összes emlék lenyomat (vászana) megsemmisül, felszámolódik, feloszlik és ekkor nem marad utánuk látható jel. Ezt a szintű megvalósítást szokás a szivárványtest megvalósításának is nevezni, ami azt jelenti, hogy ez ember halálát követő hatodik napra a test eltűnik – mindösszesen a haj és körmök maradnak utána – annak eredményeként, hogy az érzékelése és azok megjelenése teljesen megtisztult minden karmikus lenyomattól.
Karmikus szempontból, ami a szútra alapján elmondható, hogy a megszokásokból eredő emlék lenyomatok (vászana) a tárház-tudatban (álaja-vidzsnyána) gyűlnek össze, ami így a további tudatok (vidzsnyánák) okaként szolgál. A megszokásból eredő emlék lenyomatok (vászana) a modern pszichológiailag emlékeknek feleltethetőek meg és úgy képzelhető el, hogy az egyes tevékenységek után lecsapódik az emlékek által keltett energia lenyomata az tárház tudatban (álaja-vidzsnyána). Ezek a lenyomatok nem feltétlenül személyesek. A tárház-tudat (álaja-vidzsnyána) nem csak az egyén emlékeinek lenyomatait hordozza, hanem minden érző lény élményeinek lenyomatait. A tárház-tudat (álaja-vidzsnyána) ugyanakkor a tathágata-mag (tathágatagarbha) helye is, amiben nincsenek jelen a megkülönböztetés által generált szennyeződések. A tisztasága logikailag az egységtudattal írható körül, míg a szennyeződések és az individualizációt jelentik, amiből a ragaszkodás különböző formái származnak.
Röviden a világ ezekből az emlék lenyomatokból (vászana) eredeztethető, amelyek az táház-tudatban (álaja-vidzsnyána) tárolódnak és alapvetően nem ördögiek vagy rosszak. Majd a megkülönböztetés – én-világ – és hozzájuk való ragaszkodás – enyém, nekem – kialakulásának és megszilárdulásának hatására válnak szennyezetté. A világ én központú felépülésekor az én-képző tudat (manasz) és a további hat tudat (vidzsnyánák) újra és újra az emlék lenyomatok (vászana) bizonyos ismétléséhez ragaszkodik, az alapvető tudatlanság (avidja) és a szennyeződések hatására, ezzel az én-világ duális megkülönböztetés érzetét folytonosan fenntartva és erősítve. A tudatok (vidzsnyána) rendszere így fokozatosan egyre jobban megtölti szennyezett lenyomatokkal az tárház tudatot (álaja-vidzsnyána) és ezzel elhomályosítja a benne fellelhető valódi, intuitív egységérzékelés lehetőségét (ami a tathágatagarbha).
Az átfordulás (parávritti) a Lankávatára egyik központi témája. Ahhoz, hogy a gyakorló elérje az szútrában megfogalmazott legfelsőbb tudatállapotot (pratjátmárjadzsánagocsara) ennek megvalósítás elkerülhetetlen. Ha az átfordulás (parávritti) a tárház-tudatban (álaja-vidzsnyána), ami a tathágatagarbha történik meg, akkor azt az alap átfordulása (ásraja-parávritti) néven említik. Az ásraja azt jelenti, hogy az a tényező, amitől minden függ, ami ebben az esetben azt jelenti, hogy ez a tárház-tudat (álaja-vidzsnyána), az alap, amitől függ minden tudat (vidzsnyána) tevékenysége és léte, valamint az egész világ születése.
Ameddig a hétköznapi tudatosság duális szemlélete működik, nem vagyunk képesek a hat tudat (vidzsnyána) és az én-képző tudat (manasz) által megjelenített világon túllépni, és amennyiben erre nem vagyunk képesek, akkor nincs esélyünk behatolni a dolgok valóság természetébe (dharmatá), ami azt jelenti, hogy az élet és halál örök körforgásában (szamszára) maradunk. Ezért egyfajta nyitást kell megtenni a megkülönböztetés-mentes világ és transzcendentális tudat irányába. Ennek a fajta nyitásnak a kiteljesedését nevezik átfordulásnak (parávritti), aminek legmélyebb szintje az alap átfordítása (ásraja-parávritti). A tudatrendszer fokozatosan felismeri, hogy az, amit eddig külső világnak, valóságnak vélt, és amihez én-központúan ragaszkodott valójában egy téveszme, illúzió. És ezzel a tudatilag egyre mélyebben realizálódó felismeréssel elindul felfedezni sok más, eddig ismeretlen transzcendentális dolgot. A tárház-tudat (álaja-vidzsnyána) az egyre mélyülő realizáció egy előre meg nem határozható fokán hirtelen, pillanatszerűen átfordul (ásraja-parávritti), és ekkor a tathágata-mag (tathágatagarbha) visszatér az eredendő tisztaságába és fényességébe, az egységtudatba.